# Kudymkar
Kudymkar (ros. Кудымкар) – miasto we wschodniej Rosji, w Kraju Permskim, od 1925 do 1 grudnia 2005 r. ośrodek administracyjny Komi-Permiackiego Okręgu Autonomicznego. Kudymkar założono w 1579 r., szybki rozwój osady nastąpił w XX w. (1908 r. – 1192 mieszkańców). Miejscowość od 1938 r. posiada prawa miejskie. Miasto zajmuje powierzchnię 25,3 km², leży po obu brzegach rzeki Ińwy (dopływ Kamy), liczy około 31,8 tys. mieszkańców i wyludnia się w tempie blisko 1% na rok. Kudymkar w 66% zamieszkują Komi-Permiacy. Około 1/3 ogółu zatrudnionych pracuje w miejscowych zakładach elektromechaniczych.